# 貝亞特麗切·博羅梅奧
貝亞特麗切·博羅梅奧（Beatrice Borromeo，1985年8月18日—），是一名生于意大利的贵族、记者及社交名媛。她来自意大利米蘭一个历史悠久的贵族世家博羅梅奧家族。但由於他的父母尚未正式結婚，所以沒有貴族頭銜與“Donna”尊稱。
博羅梅奧在2015年夏天和交往多年的皮埃尔·卡西拉奇分别在摩纳哥和馬焦雷湖举行婚礼。婚後育有兩個兒子。2017年2月28日誕下長子斯蒂法諾。2018年5月21日，誕下次子弗朗西斯科。 她也因此成为摩纳哥长公主及漢諾威王妃卡洛琳的兒媳。